# Sângeru
Sângeru is een Roemeense gemeente in het district Prahova.
Sângeru telt 5507 inwoners.